# Initao
Initao est une localité de la province du Misamis oriental, aux Philippines. En 2015, elle compte 32 370 habitants.